# Ivo Iličević
Ivo Iličević (Aschaffenburg, Alemania, 14 de septiembre de 1984) es un futbolista croata. Juega de centrocampista y se encuentra sin equipo tras abandonar el 1. F. C. Núremberg.

## Selección nacional
Ha sido internacional con la selección de fútbol sub-21 de Croacia, ha jugado 2 partidos internacionales y ha anotado 2 goles. Este jugador, Ivo, fichó por 7 millones por el Hamburgos de Alemania o HSV.
Estuvo en la lista preliminar de 30 jugadores que representarían a Croacia en la Copa Mundial de Fútbol de 2014 pero debido a lesiones en el tobillo tuvo que ser cortado de la lista.

## Clubes
| Club                    | País       | Año       | Partidos | Goles |
| SV Darmstadt 98         | Alemania   | 2004-2006 | 44       | 8     |
| VfL Bochum              | Alemania   | 2006-2008 | 27       | 2     |
| SpVgg Greuther Fürth    | Alemania   | 2008-2009 | 39       | 4     |
| 1. F. C. Kaiserslautern | Alemania   | 2009-2011 | 60       | 11    |
| Hamburgo S. V.          | Alemania   | 2011-2016 | 92       | 12    |
| F. K. Anzhí Majachkalá  | Rusia      | 2016-2017 | 14       | 3     |
| F. C. Kairat Almaty     | Kazajistán | 2017-2018 | 39       | 12    |
| 1. F. C. Núremberg      | Alemania   | 2019      | 3        | 0     |